# 21 cm Mörser 18
El 21 cm Mörser 18 (21 cm Mrs 18) fue un obús pesado alemán usado en la Segunda Guerra Mundial por los batallones y baterías de artillería independientes. Cierto número fue también utilizado por la artillería de defensa costera.

## Historia y diseño

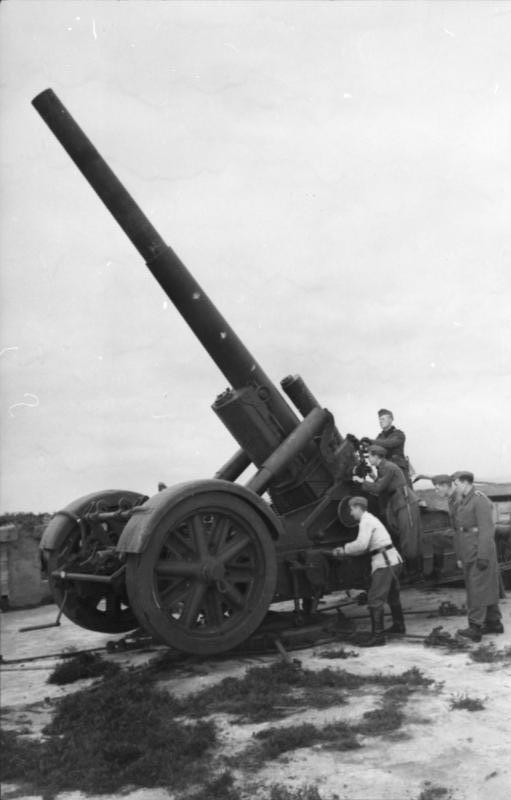
Un Mrs 18 en tareas de defensa costera en el norte de Noruega.

El Mrs 18 fue diseñado para reemplazar el obsoleto 21 cm Mörser 16, de la Primera Guerra Mundial. Mientras que el diseño del cañón no tenía nada innovador, no puede decirse lo mismo de su cureña. Fue el primer cañón, si no el primero en construirse en grandes cantidades, que usó un interesante sistema de doble retroceso. El cañón retrocedía normalmente en su cuna, pero, adicionalmente, la parte superior de la cureña entera, que contenía el cañón y su cuna, retrocedía a lo largo de la parte principal de la cureña. Este sistema amortiguaba las fuerzas de retroceso y hacía una plataforma de tiro muy estable. La cureña fue usada también para el 17 cm Kanone 18 in Mörserlafette y el 15 cm Schnelladekanone C/28 in Mörserlafette.
El Mrs 18 era un arma enorme que era transportada en dos partes, algo común en cañones de gran tamaño. Para el transporte, el cañón era llevado en un remolque separado. La cureña era transportada con una plataforma de tiro integral que bajada al suelo cuando se emplazaba el obús. Las ruedas eran levantadas del suelo y en ese momento estaba listo para disparar. Un malacate ubicado en la parte trasera, permitía levantar la pala del suelo cuando era necesario girar la pieza más de los 16º que permite el montaje.
El Mrs 18 entró en producción a bajo ritmo poco antes que comenzara la guerra. Los alemanes cancelaron la producción en 1942 en lugar de su hermano menor, 17 cm Kanone 18 en Mörserlafette, el cual podía disparar al doble de distancia, pero fue reanudada en 1943.

### Fuente
- Esta obra contiene una traducción  derivada de «21 cm Mörser 18» de Wikipedia en inglés, publicada por sus editores bajo la Licencia de documentación libre de GNU y la Licencia Creative Commons Atribución-CompartirIgual 4.0 Internacional.

- Datos: Q212918
- Multimedia: 21 cm Mörser 18 / Q212918